# جيف فورتنبيري
جيف لين فورتنبيري (بالإنجليزية: Jeffrey Lane Fortenberry)‏ هو سياسي أمريكي من الحزب الجمهوري ولد في يوم 27 ديسمبر 1960 في مدينة باتون روج في ولاية لويزيانا. خدم كنائب في مجلس النواب الأمريكي منذ سنة 2005 ممثلاً عن ولاية نبراسكا.